# Karisaari (ö i Lappland, Norra Lappland, lat 68,74, long 27,65)
Karisaari är en ö i Finland. Den ligger i vattendraget Ivalojoki och i kommunen Enare  i den ekonomiska regionen Norra Lappland och landskapet Lappland, i den norra delen av landet, 1 000 km norr om huvudstaden Helsingfors. Öns area är 3,1 hektar och dess största längd är 400 meter i nord-sydlig riktning.